# Cândești (Neamț)
Pour les articles homonymes, voir Cândești.
Cândești ou Cindești est une commune roumaine du județ de Neamț, dans la région historique de Moldavie et dans la région de développement du Nord-Est.

## Géographie
La commune de Cândești est située dans le sud du județ, à la limite avec le județ de Bacău, dans la vallée de la Bistrița, sur les premiers contreforts des Carpates orientales, à 35 km au sud-est de Piatra Neamț, le chef-lieu du județ.
La municipalité est composée des six villages suivants (population en 1992) :
- Bărcănești (704) ;
- Cândești (1 670), siège de la municipalité ;
- Dragova (257) ;
- Pădureni (253) ;
- Țârdenii Mici (178) ;
- Văduvele (1 127).

## Histoire
La première mention écrite du village date de 1523.

## Politique
| Période                                  | Période  | Identité              | Étiquette | Qualité |
| ---------------------------------------- | -------- | --------------------- | --------- | ------- |
| Les données manquantes sont à compléter. |          |                       |           |         |
|                                          | 2012     | Vasile Grigoraș       | PDL       |         |
| 2012                                     | En cours | Gheorghe-Daniel State | PSD       |         |

| Parti | Parti                                      | Sièges |
| ----- | ------------------------------------------ | ------ |
|       | Parti social-démocrate (PSD)               | 7      |
|       | Parti national libéral (PNL)               | 4      |
|       | Alliance des libéraux et démocrates (ALDE) | 2      |

## Religions
En 2002, la composition religieuse de la commune était la suivante :
- Chrétiens orthodoxes : 98,99 %.

## Démographie
En 2002, la commune compte 4 182 Roumains soit la totalité de la population. On comptait à cette date 1 569 ménages et 1 621 logements.
| 1992  | 2002  | 2007  |
| ----- | ----- | ----- |
| 4 189 | 4 182 | 4 273 |

## Économie
L'économie de la commune repose sur l'agriculture et l'élevage. La commune dispose de 1 391 ha de terres arables, de 1 245 ha de pâturages et de 314 ha de prairies.

## Communications

### Routes
On atteint la commune de Cândești par les routes régionales DJ159C et DJ156.

## Lieux et monuments
- Cândești, église de l'Ascension (Inaltarea Domnului) de 1894.